# Carl Johansson (1895–1978)
Carl Albert Emanuel Johansson, född 25 april 1895 i Norra Sandsjö församling, Jönköpings län, död 18 december 1978 i Linköping, var en svensk företagsledare och socialdemokratisk kommunalpolitiker. 
Johansso, som var son till träsvarvare Johan Karlsson och Hanna Gren, anställd vid AB Svenska möbelfabrikerna i Bodafors 1907, vid Nordiska möbelfabrikerna i Linköping 1924 och var disponent vid AB Stilmöbler i Linköping 1934–1958. Han invaldes i stadsfullmäktige i Linköpings stad 1930 och var dess ordförande från 1947–1966. Han var ordförande i styrelsen för det kommunala bostadsföretaget AB Stångåstaden från 1942 och i styrelsen för Sveriges riksbanks avdelningskontor i Linköping från 1963 samt vice ordförande i styrelsen för Östergötlands och Linköpings stads museum från 1947.